# Værebro å
Værebro å är ett vattendrag på ön Själland i Danmark. Ån, som är 30 km lång, rinner västerut från källan nära  Bagsværd till utloppet i Roskilde Fjord.